# Île Allan
Pour les articles homonymes, voir Allan.
L'Île Allan est une île privée de 118 ha située au sud-ouest d'Anacortes dans l'État de Washington.
Elle doit son nom à l'officier de marine William Henry Allen (1784 –1813).
Le milliardaire Paul Allen (1953-2018), cofondateur de Microsoft, a acheté l'île Allan en 1992, dans l'intention d'y construire une résidence secondaire, avant de préférer construire une autre résidence dans les Îles San Juan en 1996.
Il a essayé de la revendre en 2005 et en 2011 sans succès, pour finalement la revendre en 2013 pour 8 millions de $, au tiers de son prix d'origine.
L'île dispose d'une piste d'atterrissage en herbe.